# アルベルト・マシーア
アルベルト・マシーア（Alberto Mascia, 1980年5月12日 - ）は、イタリア出身のサッカー指導者。

## 来歴
イタリア出身。
2017年、マッシモ・フィッカデンティが監督を務める日本のサガン鳥栖のフィジカルコーチに就任した。

## 指導歴
- 2009年 - 2010年  A.S.D.サンルーリ・カルチョ（英語版） フィジカルコーチ
- 2010年 - 2012年  カリアリ・カルチョ フィジカルコーチ
- 2012年 - 2015年  セストゥ・カルチョ（イタリア語版） フィジカルトレーナー
- 2015年 - 2017年  カリアリ・カルチョ フィジカルコーチ
- 2017年 - 2019年  サガン鳥栖 フィジカルコーチ
- 2020年 -   名古屋グランパスエイト フィジカルコーチ